# Rafael Heredia
Rafael Heredia Estrella (* 19. Februar 1937 in Mexiko-Stadt; † 28. Januar 2021 ebenda) war ein mexikanischer Basketballspieler.

## Laufbahn
Rafael Heredia nahm mit der Mexikanischen Nationalmannschaft an zwei Olympischen Spielen (1964 und 1968) und zwei Weltmeisterschaften (1963 und 1967) teil. Zudem gewann er mit der Nationalmannschaft bei den Panamerikanischen Spielen 1967 in Winnipeg die Silbermedaille sowie eine Silber- und eine Bronzemedaille bei Zentralamerika- und Karibikspielen.